# Proseč (Chrudimi járás)
Proseč település Csehországban, a Chrudimi járásban. Proseč Jarošov, Lubná, Otradov, Skuteč, Perálec, Předhradí, Krouna, Zderaz, Bor u Skutče, Borová és Budislav településekkel határos. Lakosainak száma 2128 fő (2024. január 1.).

## Népesség
A település lakosságának változását az alábbi diagram mutatja:
| Lakosok száma | 4084 | 3869 | 3742 | 2560 | 2314 | 2098 | 2086 | 2084 | 2068 | 2128 |
|               | 1869 | 1890 | 1921 | 1950 | 1980 | 2001 | 2017 | 2019 | 2022 | 2024 |